# Kommissarin Göllner: Das böse Mädchen
Das böse Mädchen, auch Mädchen, böses Mädchen, ist ein deutscher Kriminalfilm von Dennis Satin aus dem Jahr 2003. Es handelt sich um die dritte und zugleich letzte Episode der RTL-Kriminalfilmreihe Kommissarin Göllner mit Sonja Kirchberger in der Titelrolle. Der Film hatte am 27. August 2003 seine Premiere.

## Handlung
Kommissarin Anna Göllner ist in Frankfurt am Main mit ihren Kollegen Tom und Martina sowie dem Hauptkommissar Hartmut Wolf zu einem Wohnungsbrand gerufen worden, bei dem die Leiche der Prostituierten Amanda aufgefunden wird. Während Kommissar Wolf einen Suizid vermutet, gehen Anna Göllner und ihr Kollege Tom von einem Kapitalverbrechen aus. Bei ihren Ermittlungen vernehmen sie Jule, eine Freundin der Toten und einzige Zeugin des Tatgeschehens. Als ein weiterer Mord an einer Frau aus dem Rotlichtmilieu geschieht, läuft den Ermittlern die Zeit davon, denn beide Taten wurden von ein und demselben Täter ausgeführt, und beide Male ist Jule am Tatort, die ihre Unschuld beteuert, jedoch den Kommissaren etwas Wichtiges verschweigt.

## Kritik
Der Filmdienst meinte, Das böse Mädchen sei ein „allenfalls durchschnittlich zu nennender Auftakt einer dreiteiligen (Fernseh-)Krimireihe, die kommerziell erfolgreiche Konzepte um weibliche Ermittler im Polizeidienst aufgreift und in einen wenig originellen Plot einarbeitet“.